# Goulien

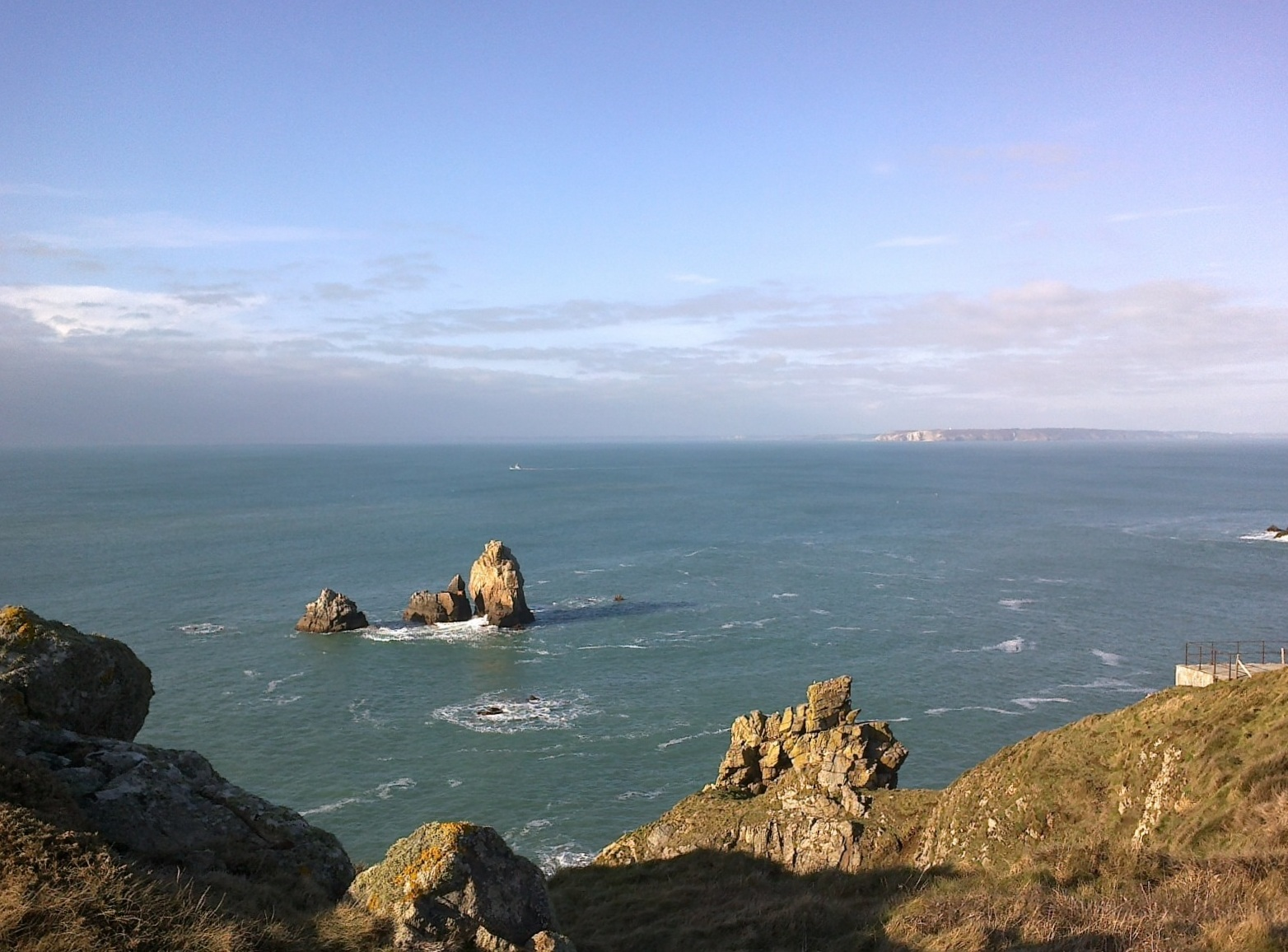
Punta Castel-ar-Roc'h

Goulien es una comuna francesa situada en el departamento de Finisterre, en la región de Bretaña.

## Demografía
| 721 | 667 | 617 | 566 | 512 | 428 | 430 |
| Para los censos de 1962 a 1999 la población legal corresponde a la población sin duplicidades (Fuente: INSEE [Consultar]) |     |     |     |     |     |     |